# لودفيغ ستيكلبرغر
لودفيغ ستيكلبرغر (18 مايو 1850 – 11 أبريل 1936) عالم رياضيات سويسري قدم إسهامات مهمة في الجبر الخطي (نظرية المقسمات الأولية ) ونظرية الأعداد الجبرية (علاقة ستيكلبرغر في نظرية المجالات الحلقية). 